# Amizmiz
Amizmiz (em árabe: أمزميز; em tifinague: ⴰⵎⵥⵎⵉⵥ, Amz-miz ou Amezmiz) é uma pequena cidade e comuna rural de Marrocos, que faz parte da província de Al Haouz e da região de Marraquexe-Safim. Em 2004 tinha 13 711 habitantes, dos quais 10 783 viviam na na cidade, e estimava-se que em 2012 tivesse 11 883.
Situa-se no sopé das montanhas do Alto Atlas, nos contrafortes do Djel Erdouz, a pouco mais de 55 km a sul-sudoeste de Marraquexe. Ocupa o pitoresco vale de Amizmiz onde predominam as oliveiras, e onde corre o uádi Amizmiz, um afluente do N'Fiz (Nfiss). O uádi divide a localidade em duas partes: Amizimiz-Amadel, a principal, na margem direita, a leste, e Amizmiz-Regraga na margem esquerda. A cidade é dominada por uma casbá (palácio-fortaleza) e tem diversos bairros bastante distintos, entre os quais a antiga mellah (judiaria). Existe também uma zauia (santuário muçulmano). Na cidade e nos arredores há alguns alojamentos turísticos que servem sobretudo praticantes de caminhada e de bicicleta de montanha. A alguns quilómetros em direção a Marraquexe encontra-se a barragem e lago Lalla Takerkoust, que também atrai alguns turistas.
A maioria da população é berber e fala um dialeto chleuh. A cidade é o centro e ponto de encontro e de comercio de muitas pequenas aldeias berberes situadas na região em volta, o que é perceptível principalmente nas terças-feiras, dia do soco (mercado semanal), um dos maiores socos berberes do Alto Atlas. Um dos produtos comercializados nesse mercado é a cerâmica local.